# 4668 (1987 DX5)
4668 (1987 DX5) је астероид главног астероидног појаса са средњом удаљеношћу од Сунца која износи 3,011 астрономских јединица (АЈ).
Апсолутна магнитуда астероида је 11,7.